# 辛辛那提地铁
辛辛那提地铁（英語：Cincinnati Subway）是美国俄亥俄州辛辛那提当地一个未完成建设的地铁系统。该系统仅长2.2英里（3.54），但其荒废的隧道和车站组成了美国境内最大规模的廢棄地铁系统。 
建设起始于二十世纪早期，但从未竣工投入使用，很多当地人甚至不知道自己的脚下埋有地铁的隧道。
该系统被称为“该市最令人尴尬的地方”，  
以及“辛辛那提最大的失败”。 
有人认为正是因为该系统的建设失败，导致城市核心区域无法继续扩张，使得其居民必须依赖于私家车，最终导致城市核心区被高速公路高架桥和停车场主宰，缺少一个可步行的社区，进而刺激人们向核心区以外迁移，更依赖于汽车，也使得该市的交通持续恶化。
不断有人提出要恢复该工程，但均遭到否决。位于地面的线路现已成为75号州际公路与562号俄亥俄州州道，而已建成的隧道目前作为地下市政综合管廊使用。

## 歷史
二十世紀前25年，工業化不斷發展使得美國城市人口密度不斷增加，城市日趨擁擠。大眾捷運系統成為當時解決城市擁堵的主要方式。20世紀初，辛辛那提開始興建捷運，並籌款600萬美元。但工程由於第一次世界大戰而被延誤。戰後的通貨膨脹使得捷運造價是最初估計的兩倍。雖然當局努力使得捷運系統完成，但由於大蕭條，第二次世界大戰等原因無法繼續。而汽車大規模普及使得興建捷運的必要性被質疑。工程則停止直至今日。

### 构想

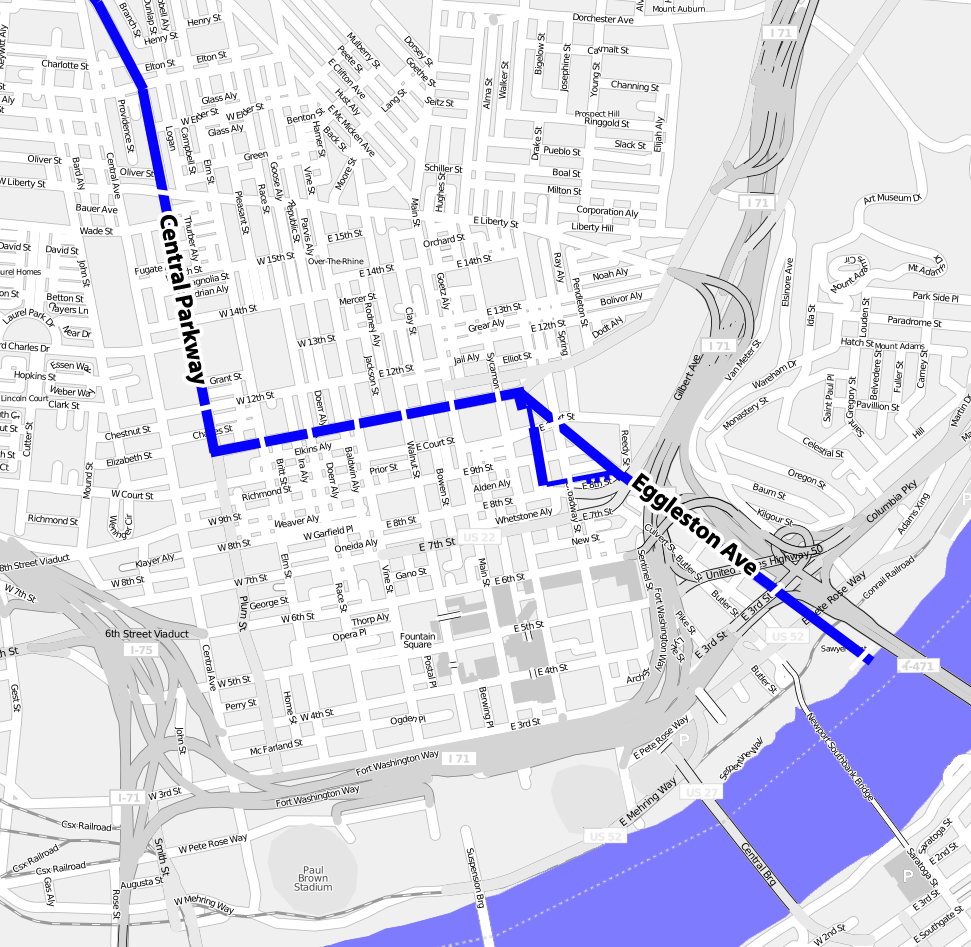
辛辛那提市区和原“迈阿密和伊利运河”地图

1820年，沟通五大湖和俄亥俄河的“迈阿密和伊利运河”开通并通过辛辛那提市区，从此五大湖以及密西西比河，俄亥俄河上的船舶可以直接驶入辛辛那提市区。该运河也把辛辛那提越莱茵河区的居住区和市中心商业区分开。但随著19世纪后期铁路兴起，运河运输逐渐衰落，1856年开始就处于亏损状态，到1877年时彻底停用，运河由于人们在裡面丢垃圾和充当污水下水道而变得污染严重。
1883年9月15日，辛辛那提《图片》杂志（The Graphic）以“死亡之沟”形容运河现状，并提议将河床改造成一条地铁线路用于服务市区交通，同时上面加盖林荫大道。1888年，辛辛那提市开始修筑有轨电车，并很快成为该市的主要公共交通系统。随后辛辛那提经历了高速发展时期，人口猛增，产业兴盛。人口和经济增长率比肩纽约和芝加哥，成为了美国第七大受欢迎的城市。而此时城市公共交通明显不能满足人们出行需要，缓慢的路面电车和行人、马车及当时不成熟的汽车混行在路面上往往造成堵塞，几乎每天都会发生车祸，从市中心到郊区要花45分钟到1小时。辛辛那提电车线全盛时期运营总里程达222英里（357），但仍然无法满足城市所需。
《辛辛那提商业论坛报》（Cincinnati Commercial Tribune）当时公开发表以下支持地铁的社论：“我们相信我们所爱的家园正处于转捩点之中。随著地铁系统的建设，我们将迎来更加伟大、繁荣、健康、幸福的辛辛那提；我们相信支持地铁环状线的投票是为了所有人的最大利益，并且我们可以自信的告诉你们城市中的每份报纸、几乎所有商业组织以及工会都支持地铁环状线计画。”最终在报社的推波助澜下，辛辛那提市民踊跃地投票通过法案并支持地铁建设。

### 规划
1910年，汉密尔顿县检察官亨利·托马斯·亨特（Henry Thomas Hunt）开始领导辛辛那提地铁系统计划。次年，市议会说服俄亥俄州议会将城市运河部分出租挪作林荫大道和地铁系统的廊道。市政府也聘请曾参与波士顿和芝加哥地铁系统工作的专家来研究最佳实施方案。最终专家研议出四条路线版本，方案四雀屏中选并历经修正。在第H版修正中，地铁将环绕城市一周：经过圣伯纳德和诺伍德等中央郊区，并进入市区东部的奥克利和海德公园，最后返回市中心。
1916年，市议会授权发行价值600万美元、利率为4.25％的地铁债券， 并将地铁计划移付全民公投。地铁债券将用以资助贯穿辛辛那提、长约16英里（26）的地铁系统，从而挽救当时辛辛那提逐年流失的人口。其中一则支持地铁的文宣宣称“城市中的每份报纸、几乎所有商业组织以及工会都支持地铁环状线计画。”1917年4月17日，辛辛那提市民就是否使用债券建设地铁进行公投，投票结果为30165票支持，14286票反对，辛辛那提地铁就此定案，并将建成地下、高架和平面铁路。地下部分将建在迈阿密和伊利运河河床中穿过市中心，并延伸至米尔克里克谷，以及圣伯纳德、诺伍德和奥克利等地。

## 引用
1. ↑  . YouTube. February 4, 2008  [2008-05-12]. （原始内容 (video)存档于2021-02-10）.
2. 1 2  Krewedl, Derek. (October 22, 2002) "New life for old subway?", Downtowner. pp.1,14.
3. ↑  .   [2008-12-07]. （原始内容存档于2008-04-30）.
4. ↑  
Pilcher, James. . Cincinnati Enquirer. July 29, 2002  [2008-07-03].
5. 1 2 3  
Radel, Cliff. . Cincinnati Enquirer. May 24, 2003: 12–27  [2008-06-08].
6. ↑  Singer (2003)，第98 & 103頁.
7. 1 2 3 4  Hawkins (2016).
8. ↑  Singer (2003)，第102頁.
9. 1 2 3 4  Singer (2003)，第17頁.
10. 1 2 3  Body in Charge of Transit System. . Cincinnati Enquirer. April 3, 1926: 14–15.
11. 1 2  Singer (2003)，第18頁.
12. 1 2  Singer (2003)，第19頁.
13. ↑  Singer (2003)，第46頁.
14. ↑  . The Verge.   [2018-11-02]. （原始内容存档于2016-08-11） （美国英语）.
15. ↑  Singer (2003)，第35頁.
16. 1 2  Singer (2003)，第36頁.
17. ↑  . Cincinnati Post. June 17, 1916: 12.

- Hawkins, Andrew J. . The Verge. August 10, 2016  [2016-08-10]. （原始内容存档于2016-08-11）.
- Mecklenborg, Jacob. . Charleston, SC: History Press. 2010. ISBN 9781596298958. OCLC 662155085.
- Singer, Allen J. . Images of America Series. Mount Pleasant, SC: Arcadia Publishing. May 26, 2003  [July 23, 2011]. ISBN 978-0-7385-2314-9. （原始内容存档于2024-03-27）.